# Xian de Tailai
Le xian de Tailai (泰来县 ; pinyin : Tàilái Xiàn) est un district administratif de la province du Heilongjiang en Chine. Il est placé sous la juridiction de la ville-préfecture de Qiqihar.

## Démographie
La population du district était de 322 562 habitants en 1999.